# Premio Stanley Kramer
El premio Stanley Kramer (Stanley Kramer Award en inglés) es un galardón que otorga la asociación "The Producers Guild of America" (PGA) desde 2002 a lo mejor del cine internacional enfocado a reconocer la calidad y esfuerzo de trabajos cinematográficos que abordan aspectos sociales provocativos.
El galardón lleva el nombre del conocido productor y director de cine estadounidense Stanley Kramer (1913–2001), cuya obra se enfocaba, precisamente, a retratar aspectos sociales controvertidos y provocativos.

## Premios otorgados
| Año   | Película                      | Galardonado       |
| ----- | ----------------------------- | ----------------- |
| 2002  | I Am Sam                      | Jessie Nelson     |
| 2003  | Antowne Fisher                | Denzel Washington |
| 2004  | In America                    | Jim Sheridan      |
| 2005a | Hotel Rwanda                  | Terry George      |
| 2005b | Voces Inocentes               | Luis Mandoki      |
| 2006  | Buenas noches, y buena suerte | Grant Heslov      |